# Dalavägvisaren
Dalavägvisaren är en svensk visa från mitten av 1600-talet av Andreas Wallenius, kyrkoherde i Mora församling. Den trycktes ursprungligen som Vägvisare genom begge nampnkunnige Dalarne. Den är även känd som Om sommaren sköna efter inledningsraden. Texten följer Dalälvens flöde och önskar glädje åt de bofasta i området. Visan trycktes 1670 av upphovsmannens äldste son, Gabriel Wallenius. Fadern hade önskat vara anonym och upphovsmannen anges som "Then wijda berömlige Mohra-strands och dhes Åboers Fordom Trogne Siäla-Heerdes och Alfwarsamme Wächtares".